# 血管系
血管系（けっかんけい、blood circulatory system）とは、心臓と血管からなり、中を血液が流れる管系である。脊椎動物ではリンパ系とともに循環系を構成し、無脊椎動物においては血管系と循環系はほぼ同義に用いられる。動物の種類により開放血管系を持つものと閉鎖血管系を持つものが存在する。

## 開放血管系
開放血管系（かいほうけっかんけい、open blood-vascular system）とは、血リンパ（血液）が血体腔（組織間にある不規則な空隙。血洞とも）を通り、直接心臓へ、または呼吸器を経て出鰓血管により囲心腔から心臓へ戻る循環系である。開放循環系（かいほうじゅんかんけい、open circulatory system）、隙窩循環系（げきかじゅんかんけい、lacunar circulatory system）とも呼ばれる。
節足動物、頭足類以外の軟体動物、脊索動物の尾索動物などの動物群に見られる。しばしば、節足動物でも心臓から血液を送り出す管を動脈、心臓に戻ってくる管を静脈と呼ぶ。軟体動物は内皮を欠き、広い静脈洞をもつ間隙血管系である。

### 血リンパ
開放血管系の生物の体液を血リンパ（血琳巴、けつりんぱ、hemolymph、haemolymph）という。開放血管系では動脈中の血液は直接組織の血体腔を流れ、静脈、呼吸器を通り心臓に戻るため、脊椎動物における血液、リンパ液、組織液の役割を兼ねている。
血液と比べ含有される有機成分は少なく、血球（にあたる細胞）も少ない。
また、無脊椎動物の体液を全て血リンパということもある。

## 閉鎖血管系
閉鎖血管系（へいさけっかんけい、closed blood-vascular system）とは、動脈（細動脈）と静脈（細静脈）の末端が毛細血管でつながっている血管系である。閉鎖循環系（へいさじゅんかんけい、closed circulatory system）とも呼ばれる。血漿の一部とリンパ球などが組織液、リンパ液として組織間に浸出するが、赤血球と大部分の血漿は常に血管内を循環する。
尾索動物を除く脊索動物（つまり脊椎動物と頭索動物）、環形動物、ユムシ動物、軟体動物の頭足類、紐形動物、箒虫動物、腕足動物、半索動物の腸鰓類に見られる。

### 環形動物型循環系
環形動物型循環系（かんけいどうぶつがたじゅんかんけい、annelid-plan of circulatory system）とは、閉鎖血管系のうち環形動物と紐形動物にみられる血管系である。血液が体の背面を前進し、側面または腹面を後進する。これは腹面を前進し背面を後進する脊索動物型循環系（ナメクジウオ型循環系、鰓呼吸型循環系、肺呼吸型循環系）と逆である。節足動物は開放循環系だが、環形動物型循環系が変化したものと考えられることもある。
環形動物では、背腹の2本の主管が各体節ごとの環状血管によって連なり、その前方の数本は心臓であり血管壁が伸縮性を持つ。
紐形動物では、体の背面正中線上を前方に走る背行血管が体前端で二分して2本の側行血管として後方に走り、体の後端で合わさり背行血管に連なる。これらの血管は多数の横の環状血管によって連絡される。心臓は未分化で、血管壁にある弁細胞が血管の内腔に向かって律動的に伸出する。

### 鰓呼吸型循環系
鰓呼吸型循環系（えらこきゅうがたじゅんかんけい、gill-plan of circulatory system）とは、鰓呼吸をする脊椎動物にみられる血管系である。つまり、円口類、軟骨魚類、硬骨魚類、両生類の幼生がこの循環系をもつ。魚類では鰓の毛細血管を通った血液は心臓に戻らず全身を循環する。
体の腹面前方にある心臓から出た血液は前進して4対以上のほぼ左右対称な枝から分岐し、鰓を通過して酸素が供給され動脈血となる。この血液がさらに背側大動脈へ入り、体の各部へ分散する。
静脈血は体壁系、消化管系、腎門脈系のものに大別される。キュヴィエ管は体壁系の主静脈血を集め、消化管系の静脈血は肝静脈へ注ぐ。ハイギョから下大静脈が出現する。

### 肺呼吸型循環系
肺呼吸型循環系（はいこきゅうがたじゅんかんけい、lung-plan of circulatory system）とは、肺呼吸をする四肢動物にみられる。肺循環と体循環の分離が進み、2心房2心室の分化、鰓弓動脈系の変形が伴う。静脈系の主体は体壁系から内臓系に移行し皮静脈系とリンパ管系が発達する。
両生類の成体では、1対の第六大動脈弓が背行大動脈に合わさることなく肺に入り、肺動脈となる。
爬虫類においても両生類と同じく第六大動脈弓に起原し、心室から発するときは1条の肺動脈幹として左右の大動脈弓とともに動脈幹を構成し、左右の肺動脈に分かれる。
ワニ類、鳥類、哺乳類では、心室の分化に伴い肺動脈は右心室、肺静脈は肺から動脈血を心臓に送り返す。左右1対あり、両者が合わさってすぐに左心房（または心房左側）に開く。肺呼吸型循環系の血液は肺胞で毛細血管の内皮と肺胞の上皮細胞を通して肺胞気との間でガス交換を行う。